# Conn Smythe Memorial Trophy
Conn Smythe Memorial Trophy er et trofæ der årligt gives til den NHL-spiller der bedømmes at have været den mest værdifulde spiller (MVP) i slutspillet om Stanley Cuppen. Det er medlemmerne af Professional Hockey Writers' Association der ved afstemning afgør hvem der skal tildeles trofæet. Det er ikke nødvendigvis en spiller fra det Stanley Cup-vindende hold der modtager prisen.
Afstemningen foretages under anden periode af en potentielt afgørende Stanley Cup finalekamp. Såfremt yderligere kampe skal spilles, smides de afgivne stemmer ud og processen gentages i næste kamp. Denne procedure fortsætter indtil en Stanley Cup-vinder er fundet. Trofæet uddeles af NHL's kommissær (engelsk: commissioner) umiddelbart efter afslutningen på den sidste kamp i slutspillet.

## Historie
Trofæet har fået sit navn efter Conn Smythe (1895-1980), en tidligere ejer af Toronto Maple Leafs. Trofæet blev uddelt for første gang efter sæsonen 1964-65 og den første vinder var Jean Béliveau fra Montreal Canadiens. Patrick Roy, der har vundet trofæet tre gange, er den spiller der har vundet det flest gange. Wayne Gretzky, Mario Lemieux, Bobby Orr, og Bernie Parent har hver især vundet trofæet to gange.
Fem gange er trofæet blevet tildelt en spiller fra det tabende hold i Stanley Cup-finalen, senest til Jean-Sebastien Giguere fra Anaheim Mighty Ducks i 2003.
Med bare tre undtagelser har samtlige vindere været canadiere. De tre ikke-canadiske vindere er New York Rangers' Brian Leetch fra USA der fik trofæet i sæsonen 1993-94, Sveriges Nicklas Lidström fra Detroit Red Wings der fik trofæet efter sæsonen 2001-02 og Detroits Henrik Zetterberg der vandt trofæet efter sæsonen 2007-08.

## Conn Smythe Trophy Vindere
| Sæson   | Vinder (Position)            | Hold                    |
| ------- | ---------------------------- | ----------------------- |
| 2008-09 | Evgeni Malkin (C)            | Pittsburgh Penguins     |
| 2007-08 | Henrik Zetterberg (C)        | Detroit Red Wings       |
| 2006-07 | Scott Niedermayer (D)        | Anaheim Ducks           |
| 2005-06 | Cam Ward (G)                 | Carolina Hurricanes     |
| 2004-05 | Ikke uddelt pga lockout      | Ikke uddelt pga lockout |
| 2003-04 | Brad Richards (C)            | Tampa Bay Lightning     |
| 2002-03 | Jean-Sebastien Giguere (G) * | Mighty Ducks of Anaheim |
| 2001-02 | Nicklas Lidström (D)         | Detroit Red Wings       |
| 2000-01 | Patrick Roy (G)              | Colorado Avalanche      |
| 1999-00 | Scott Stevens (D)            | New Jersey Devils       |
| 1998-99 | Joe Nieuwendyk (C)           | Dallas Stars            |
| 1997-98 | Steve Yzerman (C)            | Detroit Red Wings       |
| 1996-97 | Mike Vernon (G)              | Detroit Red Wings       |
| 1995-96 | Joe Sakic (C)                | Colorado Avalanche      |
| 1994-95 | Claude Lemieux (RW)          | New Jersey Devils       |
| 1993-94 | Brian Leetch (D)             | New York Rangers        |
| 1992-93 | Patrick Roy (G)              | Montreal Canadiens      |
| 1991-92 | Mario Lemieux (C)            | Pittsburgh Penguins     |
| 1990-91 | Mario Lemieux (C)            | Pittsburgh Penguins     |
| 1989-90 | Bill Ranford (G)             | Edmonton Oilers         |
| 1988-89 | Al MacInnis (D)              | Calgary Flames          |
| 1987-88 | Wayne Gretzky (C)            | Edmonton Oilers         |
| 1986-87 | Ron Hextall (G) *            | Philadelphia Flyers     |
| 1985-86 | Patrick Roy (G)              | Montreal Canadiens      |
| 1984-85 | Wayne Gretzky (C)            | Edmonton Oilers         |
| 1983-84 | Mark Messier (C)             | Edmonton Oilers         |
| 1982-83 | Billy Smith (G)              | New York Islanders      |
| 1981-82 | Mike Bossy (RW)              | New York Islanders      |
| 1980-81 | Butch Goring (C)             | New York Islanders      |
| 1979-80 | Bryan Trottier (C)           | New York Islanders      |
| 1978-79 | Bob Gainey (LW)              | Montreal Canadiens      |
| 1977-78 | Larry Robinson (D)           | Montreal Canadiens      |
| 1976-77 | Guy Lafleur (RW)             | Montreal Canadiens      |
| 1975-76 | Reggie Leach (LW) *          | Philadelphia Flyers     |
| 1974-75 | Bernie Parent (G)            | Philadelphia Flyers     |
| 1973-74 | Bernie Parent (G)            | Philadelphia Flyers     |
| 1972-73 | Yvan Cournoyer (RW)          | Montreal Canadiens      |
| 1971-72 | Bobby Orr (D)                | Boston Bruins           |
| 1970-71 | Ken Dryden (G)               | Montreal Canadiens      |
| 1969-70 | Bobby Orr (D)                | Boston Bruins           |
| 1968-69 | Serge Savard (D)             | Montreal Canadiens      |
| 1967-68 | Glenn Hall (G) *             | St. Louis Blues         |
| 1966-67 | Dave Keon (C)                | Toronto Maple Leafs     |
| 1965-66 | Roger Crozier (G) *          | Detroit Red Wings       |
| 1964-65 | Jean Béliveau (C)            | Montreal Canadiens      |

* Spillede for det tabende hold i finalen
- (C) = center
- (RW) = højre wing
- (LW) = venstre wing
- (D) = back
- (G) = målmand